# 橫渡盧比孔河

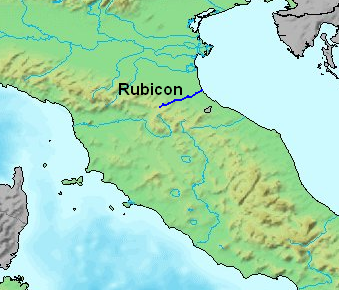
今日盧比孔河（深藍線）所在地，據信就是當年凱撒橫渡的那條

尤利烏斯·凱撒於前49年1月10日率軍橫渡盧比孔河，成為凱撒內戰的導火線，並最終讓凱撒成為終身獨裁官，隨後羅馬更從共和時代進入帝國時代。
當時凱撒被指派為執政官，統領高盧南部至伊利里庫姆之間大片土地，但這當中未包含義大利本土。隨著凱撒執政官任期將至，元老院下令他放下部隊返回羅馬，不准帶隊越過盧比孔河。當時這些部隊正駐紮在義大利北部邊境。
前49年1月，凱撒正式率領第十三軍團橫渡盧比孔河，被羅馬政府認定是叛亂、叛國和對元老院宣戰的行為。
根據部分作家寫道，凱撒曾在部隊渡過淺河時，對部下說道「alea iacta est」，亦即「骰子已經擲下」。而今日，「cross the Rubicon」已經變成諺語，比喻沒有退路、破釜沉舟。

## 背景歷史
羅馬共和國末期，盧比孔河標誌東北方的山南高盧行省與南邊義大利本土（直屬羅馬和其盟友控制的區域）間的邊界。這條邊界的西北邊是由阿爾諾河所分割，這條更寬且更加重要水道從亞平寧山脈向西流入第勒尼安海，其水源地與盧比孔河水源地相去不遠。
羅馬各行省的總督們會在一或多個行省中，被指派為具帝權的資深長官，接著這些總督也會在各自控有的領土上充當羅馬軍隊的將軍。羅馬法規定只有被選為裁判官（執政官和民選官）的人，才能在義大利本土擁有「帝權」。任何率軍進入義大利的裁判官都將喪失其帝權，因此此時他們將不再合法擁有軍隊的指揮權。
違法行使「帝權」的後果是死罪，而且服從違法行使「帝權」將軍的命令同樣是死罪。如果將軍帶隊進入義大利本土，那他和其部下都將成不法分子，並自動被判處死刑。因此，將軍們不得不在進入義大利前解散他的部隊。

## 凱撒的行動

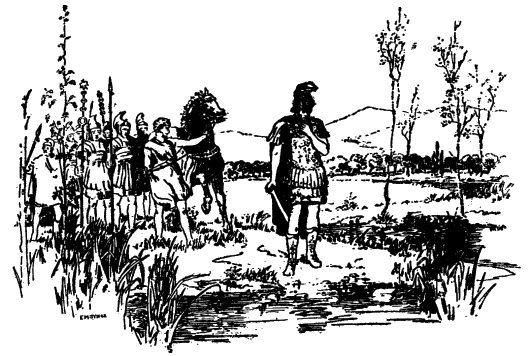
尤利烏斯·凱撒盧比孔河岸稍作停留

前49年1月，尤利烏斯·凱撒率領第十三軍團從山南高盧南渡盧比孔河，進入義大利本土向羅馬進軍。凱撒這樣的行為，破壞了羅馬法中對於「帝權」的規定，並無可避免地要面對軍事衝突。羅馬史學家蘇埃托尼烏斯描述道，凱撒率隊接近盧比孔河時依然猶豫不決，將這次渡河行動歸功於超自然幻影（supernatural apparition）。史蒂芬丹多-柯林斯在書中寫道，1月10日橫渡進入義大利本土後，當晚凱撒曾與撒路斯提烏斯、希爾提烏斯、奧皮烏斯、巴爾布斯及塞爾維烏斯·魯弗斯等人共進晚餐。
根據蘇埃托尼烏斯的說法，凱撒說出了那句名言「ālea iacta est」，亦即「骰子已經擲下」。「crossing the Rubicon」流傳至今，已變為形容任何個人或團體不可逆轉地致力於冒險或革命性行動，類似於今日短語「過了不可逆點」。凱撒迅速採取的軍事行動，讓龐培、執政官及許多羅馬元老院成員在恐懼中倉皇逃離羅馬。

## 註腳
1. ↑  . History Magazine. 2017-03-15  [2020-11-10]. （原始内容存档于2019-10-22） （英语）.
2. ↑  Dando-Collins, Stephan. . 2002: 67. ISBN 0-471-09570-2.
3. ↑  Lives of the Caesars, "Divus Julius" sect. 32. Suetonius gives the Latin version, iacta alea est, although according to Plutarch's Parallel Lives, Caesar quoted a line from the playwright Menander: "ἀνερρίφθω κύβος", anerríphthō kȳbos, "let the die be cast". Suetonius' subtly different translation is often also quoted as alea iacta est. Alea was a game played with a die or dice rather than the actual dice themselves, so another translation might be "The game is afoot."

## 外部連結
- Chisholm, Hugh (编). .  (第11版). London: Cambridge University Press. 1911.
- Livius.org: Rubico （页面存档备份，存于）
- Rubicon in dictionary （页面存档备份，存于）
- Pearce, M., R. Peretto, P. Tozzi, R. Talbert, T. Elliott, S. Gillies. . Pleiades.   [March 8, 2012]. （原始内容存档于2021-09-25）.

44°05′35″N 12°23′46″E / 44.093°N 12.396°E